# حرضنوت (المهرة)

تعديل مصدري - تعديل

حرضنوت هي إحدى قرى مديرية حصوين التابعة لمحافظة المهرة، بلغ تعداد سكانها 712 نسمة حسب تعداد اليمن لعام 2004.